# Gemellae
Gemellae è una fortezza romana e del relativo campo, situati al confine del deserto del Sahara, in quella che oggi è l'Algeria. Ora è un sito archeologico, 25 km a sud e 19 km ad ovest di Biskra, e 2 km a sud-est di Ourlal, con cui probabilmente condivide un originale nome berbero.

## Storia
Sembra che esistesse una fortificazione a Gemellae già prima dell'arrivo dei Romani. Plinio il Vecchio dice che quando Lucio Cornelio Balbo minore celebrò la propria vittoria sui Garamanti del Sahara nel 19 a.C., uno dei luoghi conquistati festeggiati nella parata attraverso Roma fu Milgis Gemmella, descritta come un oppidum (che solitamente significava "insediamento fortificato").
I Romani sembrano aver occupato il sito facendone uno degli avamposti più meridionali che formavano il limes, o confine dell'Impero.
La più antica epigrafia rinvenuta nel sito è un'iscrizione su una statua dell'imperatore Adriano, risalente al 126 circa, che parla di un cohors equitata (reggimento equestre) originario di Qinnasrin in Siria. La presenza di questo esercito in Africa è confermata da altre iscrizioni che coprono il periodo tra il 78 ed il 164.
Una seconda ampia dedica ad Adriano, presente nella corte centrale, risale al 132. Il nome della legione a cui il reggimento apparteneva è stato asportato con un martello, forse a causa del ritiro di questa legione per ragioni disciplinari, e poi riscritto, forse in seguito al reintegro del reggimento stesso nel 253.
Nel sacellum erano presenti anche le statue di Antonino Pio, Pertinace e Gordiano III, le ultime due con iscrizioni che indicavano la presenza dell'ala Pannoniorum (un'unità di cavalleria fondata da Gordiano III). Altari furono dedicati ai Dii Campestres (dei dell'esercito) da Marco Celerio Augendo, prefetto dei Pannoniani, e da Tito Aurelio Aureliano, prefetto di un'altra unità di cavalleria della Tracia. È probabile che i Pannoniani sostituirono il reggimento della Legio III Augusta fino al suo ripristino avvenuto nel 253.
L'ipotesi è che l'iscrizione del 126, per una statua di piccole dimensioni, descriva la fondazione di un campo 'provvisorio', e che quella del 132 segni il completamento della fortezza.
La costruzione del forte e dell'insediamento vicino è probabilmente legata alla costruzione del Fossatum Africae. Gemellae è la principale delle numerose fortezze situate nell'area che segue la linea del Fossatum. Nel V secolo viene ancora citata una parte del limes chiamata Gemellensis, poco prima dell'invasione vandalica. La storia di Gemellae dopo il 253 resta incerta.
Non sono stati trovati artefatti cristiani, per cui non esistono prove archeologiche della presenza bizantina. Si sa però che Giustiniano I ordinò a Belisario nel 534 di riedificare le fortificazioni lungo il limes, ricreando la situazione antecedente all'invasione vandalica. Lo storico del VI secolo Procopio cita un Meleon come una delle fortezze ricostruite, che potrebbe essere la stessa Gemellae. Lo storico arabo del IX secolo Khalifa ibn Khayyat dice che quando Abu al-Muhajir Dinar era emiro di Ifriqiya (circa 675-682) conquistò Mila, che potrebbe coincidere con Gemellae.
Gemellae è stata ormai assorbita dall'avanzata del deserto del Sahara, e chi ci lavora deve continuamente avere a che fare con la sabbia soffiata dal vento. I resti della fortezza sono ora noti localmente come al-Qasba (Qasba significa "fortezza").

## Archeologia
La grande fortezza (praetorium o quartier generale) di Gemellae è rettangolare, con lati orientati secondo i punti cardinali, ed è costruita in modo simile a molti castra romani. Misura 150 metri lungo la direttrice nord-sud, e 190 metri lungo la est-ovest. Quasi tutte le mura erano spesse circa 3 metri, costruite con pietre estratte da una cava posta a 14 km. Gli angoli della fortezza erano arrotondati e rinforzati fino ad uno spessore di 4,85 metri. Subito fuori dalle mura c'era un muro di terra, il (vallum).
C'era una porta in ogni lato, ed una quantità di torri. Le torri si trovavano ad ogni angolo ed attorno ad ogni porta, ed inoltre c'erano due torri addizionali lungo i lati corti della fortezza, e tre sui lati lungi. Il totale era di una torre ogni 30 metri, il doppio rispetto alla struttura di una torre ogni 60 metri di Lambaesis. Le torri non avevano bastioni esterni, e sul lato interno lo spessore delle mura era ridotto ad 1,5 metri.
La corte interna era completamente pavimentata, e le mura e le colonne erano dipinte. L'antico strato di colore era un rosso porporato, in seguito coperto da una base crema su cui furono aggiunti vari disegni. Le colonne, ad esempio, erano dipinte con tralci e grappoli di vite.
All'esterno della fortezza la città era circondata da un vallum ad una distanza di 700–800 metri dal centro del praetorium.
Subito all'esterno del forte si trovava anche un anfiteatro quasi circolare con tre livelli di posti a sedere, ed un diametro interno di 12,5 metri.
75 metri a nord-est della fortezza sono state rinvenute le rovine di un tempio dedicato ai Dii Campestres, o dei dell'esercito. Parti di affresco, tra cui la testa di una divinità grande la metà del normale, sono state scoperte assieme ad offerte quali conchiglie e corni di gazzella.
Ad una distanza di 700 metri (quindi fuori dal vallum cittadino) si trovava un altro tempio, costruito con mattoni di fango su fondamenta di pietra. Un ciborium conteneva una piccola scultura raffigurante un leone seduto, davanti ad una statuetta di 30 cm di una dea in terracotta riccamente decorata. La dea aveva una cornucopia ed era la personificazione dell'Africa o la dea Cibele. Nel cortile interno si trovano due stele su cui è rappresentato il sacrificio di un ariete a Saturno. Molti vasi ed anfore sono stati trovati in questo tempio, contenenti ceneri e frammenti di ossa animali bruciate.